# Tom Clancy's Splinter Cell
Tom Clancy's Splinter Cell è un videogioco sviluppato dalla Ubisoft Montreal nel 2002, basato sul motore grafico Unreal Engine 2. 
Considerato uno dei videogiochi più influenti e rappresentativi del genere stealth, è il primo titolo della serie Splinter Cell, ideata da Tom Clancy, che narra la storia dell'agente segreto Sam Fisher della NSA. Sam Fisher è doppiato in inglese dall'attore Michael Ironside, in italiano da Luca Ward.
Ambientato nel 2004, il giocatore prende il ruolo di Sam Fisher, ex operativo del corpo dei Navy SEALs da tempo inattivo, che viene richiamato dall'NSA per la divisione segreta chiamata "Third Echelon". La Third Echelon usa le Splinter Cell, operatori singoli supportati da un piccolo team, per condurre missioni di spionaggio nei territori più ostili.
Splinter Cell fu pubblicato per la prima volta solo per Xbox il 18 novembre 2002 negli Stati Uniti. In seguito fu convertito per PC, PlayStation 2, e GameCube nella primavera del 2003 e infine per Game Boy Advance. La versione GBA è completamente diversa dalle versioni per console per limitazioni di carattere tecnico. La storia è identica, ma il gioco è in 2D a scorrimento laterale, e l'arma di Fisher è una pistola tranquillante, con la quale può stordire le guardie senza bisogno di ucciderle.
Dopo il successo del gioco vari autori sotto lo pseudonimo di David Michaels scrissero una serie di romanzi.

## Trama
Ottobre 2004, la CIA invia nel Caucaso sotto copertura gli agenti Alison Madison e Robert Blaustein, per scoprire se la Georgia stesse tramando qualcosa ai danni degli USA. I due scoprono una base militare segreta all'interno della catena montuosa, ma vengono scoperti e catturati. La CIA richiede l'intervento dell'NSA per ottenere notizie sui due agenti dispersi attraverso il nuovo progetto "Third Echelon". Third Echelon è un progetto segreto dell'NSA che impiega agenti singoli, addestrati alla furtività ed equipaggiati con armi e strumenti iper-tecnologici.
Questa è la prima missione di Sam Fisher, ex Navy Seal. Fisher apprende da un informatore che le informazioni sono talmente importanti dal poter scatenare un nuovo conflitto militare. Durante la missione conferma la morte dei due agenti, dopo aver trovato i loro corpi in un obitorio sotto la stazione di polizia di Tbilisi. Egli scopre inoltre una campagna di pulizia etnica e omicidi di massa ordinati dal nuovo presidente golpista, il magnate Kombayn Nikoladze, desideroso di impossessarsi delle risorse petrolifere del vicino Azerbaigian. Qui la NATO interviene nel conflitto, distruggendo una piattaforma petrolifera georgiana nel Mar Caspio. In rappresaglia, Nikoladze ordisce una serie di attacchi informatici atti a destabilizzare le infrastrutture informatiche degli Stati Uniti mediante gli avanzati algoritmi creati dall'hacker canadese Philip Masse.
Grazie a una falla nel sistema, Masse riesce a rubare informazioni sensibili alla rete della CIA. Anna Grímsdóttìr (esperto informatico di Third Echelon) scopre la fonte della falla vicino alla sede della Kalinatek, ma viene sorpresa e bloccata appena accede alla rete. Fisher è costretto quindi ad infiltrarsi nella sede della Kalinatek per recuperare una chiave di cifratura, in mano a un programmatore di Nikoladze di nome Ivan. Il programmatore è nel mirino della Mafia Russa che vuole eliminarlo (sotto ordine del presidente stesso). Il protagonista ha quindi il compito di recuperare la chiave di cifratura prima che lo facciano i russi. Sam recupera la chiave e Grímsdóttìr riesce a scoprire che il Presidente Georgiano si nasconde nell'ambasciata cinese in Birmania.
Il nuovo obiettivo di Sam è quindi di entrare nell'ambasciata per scoprire possibili collegamenti tra Nikoladze e la Repubblica Popolare Cinese. Intercettando una chiamata si scopre che un generale cinese, Kong Feirong, è in combutta con Nikoladze per giustiziare in diretta alcuni soldati americani. Il militare però non ha l'appoggio del suo governo, completamente estraneo all'intera vicenda. Durante la chiamata si viene a conoscenza dell'esistenza di un'arma speciale, denominata "Arca", e della morte di Masse per mano di un commando militare statunitense (Sam stesso).
Fisher si reca a Mouke Tsoe Bo Meats per liberare i soldati catturati e tenuti prigionieri in un mattatoio. Nell'edificio sono presenti anche dei dignitari cinesi catturati, che informano Sam che il Presidente rifornisce Feirong di materiale radioattivo e il generale fornisce armi e mezzi a Nikoladze.Fisher viene a conoscenza della presenza di Nikoladze nella zona, il quale fugge, abbandonando Feirong al suo destino. Sam fa così ritorno all'ambasciata per fermare il generale, ed ottenere prove che dimostrino l'estraneità del governo cinese. Echelon ordina a Fisher la distruzione di due camion che contengono materiale nucleare non ancora assemblato, mentre il militare muore a causa delle eccessive quantità di alcool ingerito. Nikoladze, come promesso al momento del golpe pacifico che lo ha portato al potere, indice le elezioni, sicuro di legittimare il suo potere. Al suo posto viene però eletto un altro candidato (grazie alle pressioni della CIA), Varlom Cristavi.
Sam viene quindi rispedito nella capitale georgiana, più precisamente in missione nel palazzo presidenziale, per rintracciare Nikoladze. Si ritiene che l'ex-presidente sia dovuto ritornare per recuperare l'Arca, e il suo successore, Varlom Cristavi, lo sta aiutando a fuggire. Fisher scopre che l'"Arca" è una valigetta nucleare, ma la bomba è già presente sul suolo americano e solo Nikoladze ne conosce la posizione. Dopo aver ucciso Nikoladze a distanza, Fisher fugge dal palazzo. Fonti militari statunitensi affermano che la bomba sia stata recuperata nei giorni precedenti nei pressi della Casa Bianca.
La morte di Nikoladze viene attribuita alle guardie del Presidente Cristavi, nel tentativo di proteggerlo da un secondo tentativo di golpe del magnate. La campagna si chiude quindi con il presidente degli Stati Uniti che si congratula con le forze armate, mentre Sam ride davanti alla televisione, nel salotto di casa sua.

## Modalità di gioco
Nel gioco il protagonista si muove nell'oscurità per nascondersi dalle guardie. 
La tuta di Fisher è equipaggiata di cellule fotosensibili capaci di indicare quanto si è visibili all'occhio nemico. Per il combattimento, Fisher è equipaggiato con una pistola silenziata e un SC-20K che può essere utilizzato sia come fucile d'assalto, sia come fucile di precisione. È anche in grado di utilizzare una vasta gamma di dispositivi non letali come per esempio proiettili di gomma, granate fumogene o proiettili taser.
Fisher può anche avvicinarsi alle spalle del nemico per afferrarlo e interrogarlo.
Può eseguire manovre acrobatiche per scalare ostacoli o passare inosservato, come ad esempio la spaccata tra due muri.
Le meccaniche di gioco incoraggiano l'attacco a sorpresa piuttosto che la forza bruta. Anche se Fisher è dotato di un'arma da fuoco automatica, può trasportare al massimo 60 colpi che impediscono quindi di affrontare un'intera missione a viso aperto. 
L'SC-20K può andare in modalità di mira, che può essere più o meno accurata facendo trattenere il respiro a Fisher
Sam Fisher dovrà spesso confrontarsi con gli allarmi all'interno delle missioni: le missioni che comprendono la massiccia presenza di civili, di solito, presentano il divieto assoluto di farne scattare uno, mentre le altre prevedono un numero massimo di due allarmi attivabili senza conseguenze. Gli allarmi prevedono anche un aumento della difficoltà di neutralizzazione dei nemici, che indosseranno prima un giubbotto antiproiettile e in seguito l'elmetto.

## 20º anniversario
Nel 2022 per li ventesimo anniversario del titolo, Ubisoft regala dal 18 al 30 novembre 2022 il gioco versione PC tramite la piattaforma Connect, e pubblica delle artwork di Splinter Cell Remake annunciato nel 2021.